# Asociación de Familiares de Fusilados, Asesinados y Desaparecidos en Navarra en 1936

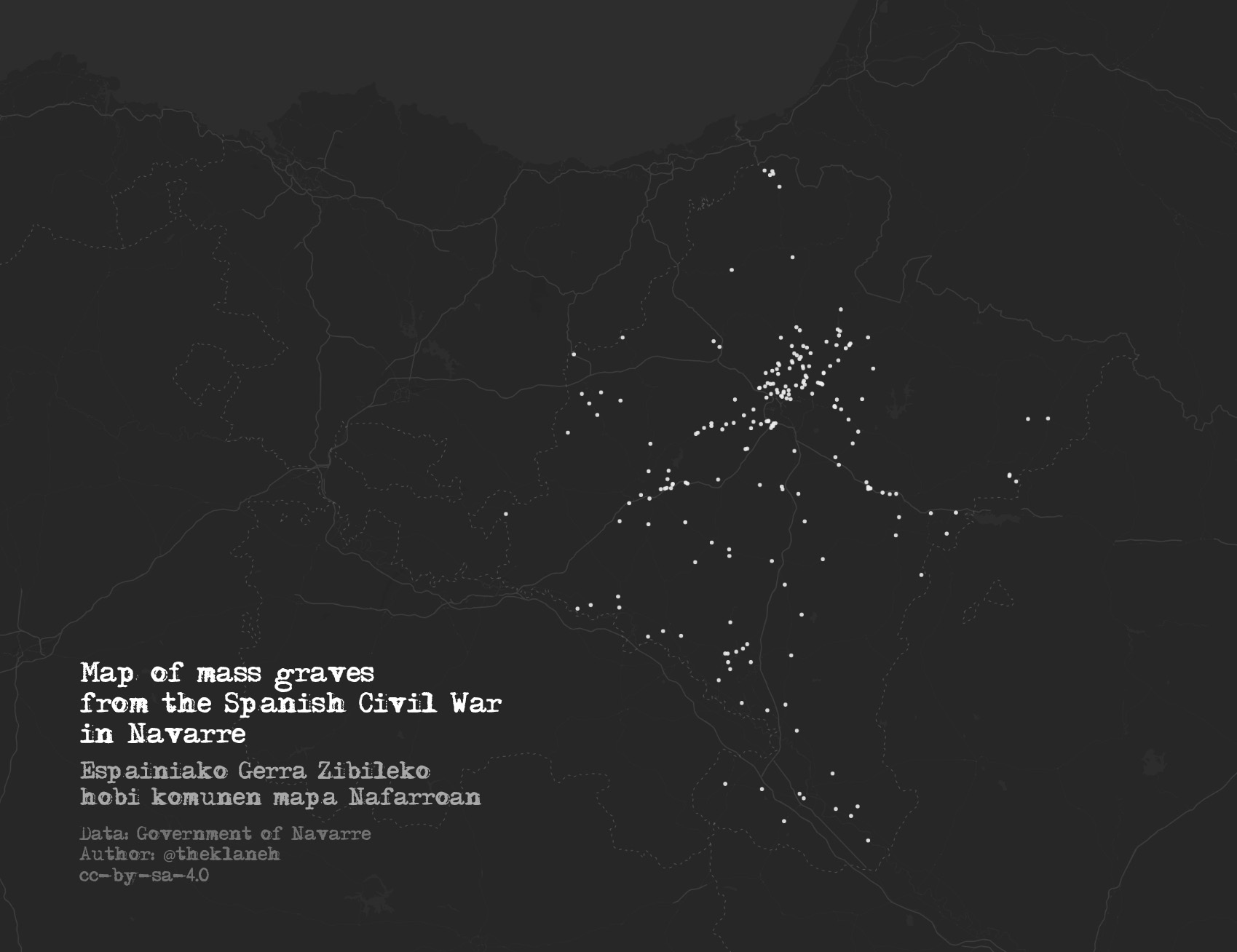
Mapa de las fosas comunes de la guerra civil española en Navarra

La Asociación de Familiares de Fusilados de Navarra en 1936 es una asociación constituida en noviembre de 2002 para recobrar la memoria histórica en relación con las Víctimas de la Guerra Civil en Navarra por la represión franquista.
En su labor, consiguió que el Parlamento de Navarra aprobara, el 10 de marzo de 2003, una declaración a favor del reconocimiento y reparación moral de todos los navarros fusilados a raíz del golpe de Estado de 1936. El 21 de septiembre de 2007 fue el Ayuntamiento de Pamplona el que acordó homenajear a los fusilados, también a instancias de la Asociación, que presentó un texto a través de Nafarroa Bai.
Está presidida por Mirentxu Aguirre, que es hija de Fortunato Aguirre que fue alcalde de Estella fusilado en 1936.